# Zagnanie
Zagnanie (kasz. Jezoro Zagnanié) – jezioro położone na Pojezierzu Kaszubskim, w powiecie kościerskim województwa pomorskiego, w pobliżu Wdzydzkiego Parku Krajobrazowego („Obszar Chronionego Krajobrazu Doliny Wierzycy”). Zagnanie zajmuje powierzchnię 143 ha, długość wynosi 2,3 km, szerokość do 0,8 km a głębokość maksymalna to 19,5 m, przepływa przez nie Wierzyca.
Jezioro znajduje się na południe od Kościerzyny przy drodze wojewódzkiej nr 214.

## Hydronimia
Jezioro pojawia się w źródłach w 1692 jako na jezierze Zagnaniu Wielkopoleskim, a następnie Zagrzelnie (1796), Sagnelnie S. (1845), jez. Zagnanie (1887), Zagnania See (1904), Jez. Zagnanie (1964). Państwowy rejestr nazw geograficznych jako nazwę zestandaryzowaną jeziora podaje Zagnanie, nie wymieniając żadnych nazw obocznych.

## Morfometria
Według danych Instytutu Rybactwa Śródlądowego powierzchnia zwierciadła wody jeziora wynosi 143,0 ha, natomiast A. Choiński, poprzez planimetrowanie na mapach 1:50 000, określił wielkość jeziora na 135,0 ha. Jeziorna jednolita część wód powierzchniowych ma powierzchnię 137 ha.
Średnia głębokość zbiornika wodnego to 9,0 m, a maksymalna – 19,5 m. Objętość jeziora wynosi 12 812,0 tys. m³. Maksymalna długość jeziora to 2330 m, a szerokość 805 m. Długość linii brzegowej wynosi 7000 m.
Według Atlasu jezior Polski (red. J. Jańczak, 1997) lustro wody znajduje się na wysokości 144,6 m n.p.m., natomiast według numerycznego modelu terenu udostępnionego przez Geoportal lustro wody znajduje się na wysokości 144,4 m n.p.m.
Według Mapy Podziału Hydrograficznego Polski leży na terenie zlewni szóstego poziomu Zlewnia jez. Zagnanie. Identyfikator MPHP to 298173.

## Zagospodarowanie
W systemie gospodarki wodnej jezioro tworzy jednolitą część wód o kodzie PLLW20650. Administratorem wód jeziora jest Regionalny Zarząd Gospodarki Wodnej w Gdańsku. Utworzył on obwód rybacki, który obejmuje między innymi wody jezior Zagnanie i Mnilonka (Obwód rybacki jeziora Zagnanie na rzece Wierzyca nr 5). Gospodarkę rybacką na jeziorze prowadzą Zakłady Rybackie Wdzydze w Czarlinie.

## Czystość wód i ochrona środowiska
W 2002 roku oceniono, że wody jeziora były poza klasowe czyli nie odpowiadały ówczesnym normom czystości. Badania z 2019 roku zaliczyły wody jeziora do wód o słabym stanie ekologicznym, co odpowiada IV klasie jakości. Wskaźnikiem, który zadecydował o czwartej klasie, był stan fitoplanktonu, podczas gdy stan makrozoobentosu, ichtiofauny i makrofitów oceniono jako umiarkowany, a stan fitobentosu jako dobry. W tym samym roku stan chemiczny wód określono jako poniżej dobrego, a elementami przekraczającym normę była zawartość PBDE i rtęci w tkankach ryb. Przeźroczystość wód została określona na 1,3 metra.
Jezioro znajduje się na obszarze chronionego krajobrazu o nazwie Dolina Wierzycy.